# Гафмун (Нью-Йорк)
Гафмун (англ. Halfmoon) — місто (англ. town) в США, в окрузі Саратога штату Нью-Йорк. Населення — 25 662 особи (2020).

## Демографія
Згідно з переписом 2010 року, у місті мешкало 21 535 осіб у 9286 домогосподарствах у складі 5742 родин. Було 9844 помешкання
Расовий склад населення:
| - 91,6 % — білих - 3,3 % — азіатів - 1,9 % — чорних або афроамериканців - 0,2 % — корінних американців - 0,1 % — вихідців з тихоокеанських островів |

До двох чи більше рас належало 2,0 %. Частка іспаномовних становила 2,8 % від усіх жителів.
За віковим діапазоном населення розподілялося таким чином: 22,3 % — особи молодші 18 років, 64,7 % — особи у віці 18—64 років, 13,0 % — особи у віці 65 років та старші. Медіана віку мешканця становила 40,5 року. На 100 осіб жіночої статі у місті припадало 95,6 чоловіків;  на 100 жінок у віці від 18 років та старших — 91,5 чоловіків також старших 18 років.
Середній дохід на одне домашнє господарство  становив 96 314 долари США (медіана — 75 948), а середній дохід на одну сім'ю — 115 904 долари (медіана — 97 083). Медіана доходів становила 70 588 доларів для чоловіків та 48 350 доларів для жінок. За межею бідності перебувало 7,0 % осіб, у тому числі 8,2 % дітей у віці до 18 років та 8,8 % осіб у віці 65 років та старших.
Цивільне працевлаштоване населення становило 13 009 осіб. Основні галузі зайнятості: освіта, охорона здоров'я та соціальна допомога — 22,3 %, роздрібна торгівля — 14,5 %, науковці, спеціалісти, менеджери — 14,3 %.